# Outrageous
„Outrageous” (în limba română: „Scandalos”) este un cântec înregistrat de către interpreta americană Britney Spears pentru cel de-al patrulea ei album de studio, In the Zone. Melodia a fost compusă și produsă de cântărețul R. Kelly, în timp ce producția vocală a fost realizată de Trixster și Penelope Magnet. „Outrageous” a fost lansat la 1 iulie 2004 prin intermediul casei de discuri Jive Records, fiind cel de-al patrulea și ultimul extras pe single al albumului In the Zone. „Outrageous” a fost propunerea casei de discuri pentru primul și, respectiv, cel de-al doilea single, însă Spears a insistat ca piesele „Me Against the Music” și „Toxic” să poarte acest rol. După ce a fost aleasă ca piesă tematică pentru filmul Catwoman din anul 2004, melodia a fost lansată ca single la scurt timp. „Outrageous” este un cântec R&B cu influențe de hip hop și exotice, iar versurile acestuia vorbesc despre materialism și divertisment. „Outrageous” a primit recenzii mixte din partea criticilor de specialitate. Unii au apreciat sunetul funky, în timp ce alții l-au considerat „nememorabil”.
„Outrageous” a intrat doar în clasamentele din România, Japonia și Statele Unite ale Americii, apărând în multe dintre clasamentele componente Billboard și ajungând pe locul 79 în topul Billboard Hot 100. Spears a interpretat piesa doar o singură dată, în cadrul turneului The Onyx Hotel Tour din anul 2004. Videoclipul muzical a fost filmat în New York, în luna iunie a anului 2004. Pe platourile de filmare, Spears s-a accidentat la genunchi și a trebuit să sufere o intervenție chirurgicală artroscopică. Din cauza incidentului, videoclipul, turneul "The Onyx Hotel Tour", precum și apariția din coloana sonoră Catwoman au fost anulate. Un montaj compus din scene diferite a fost lansat pe un DVD pentru Greatest Hits: My Prerogative.

## Informații generale
„Outrageous” a fost compus și produs de către R. Kelly, înregistrarea având loc la studioul The Chocolate Factory din Chicago, Illinois. Penelope Magnet și Christopher „Tricky” Stewart din echipa de producție RedZone au fost angajați pentru a produce vocea lui Spears. Vocea a fost înregistrată la studiourile Battery din New York City. Cântecul a fost mai târziu mixat de către Șerban Ghenea la Studiourile MixStar din Virginia Beach, Virginia. La 11 septembrie 2003, „Outrageous” a fost confirmat ca fiind una dintre piesele albumului In the Zone. Compania de înregistrări Jive Records a sperat ca piesa să fie lansată ca primul disc single extras de pe album, însă Spears i-a convins să lanseze colaborarea cu Madonna, „Me Against the Music”. Melodia a fost, de asemenea, una dintre alegerile pentru cel de-al doilea disc single, împreună cu „(I Got That) Boom Boom”, însă de această dată, Spears a ales „Toxic” în schimb. La data de 1 iunie 2004, a fost anunțat că „Outrageous” va fi lansat ca al patrulea single al albumului, și va fi trimis la posturile de radio la 29 iunie 2004. S-a anunțat că va fi piesa tematică a filmului Catwoman din 2004. „Outrageous” a fost trimis către posturile de radio din Statele Unite ale Americii la 20 iulie 2004.

## Structura muzicală și versuri
„Outrageous” este un cântec R&B cu influențe hip hop. Ritmul a fost comparat de către Gavin Mueller de la Stylus Magazine cu piesa „Snake” lui R. Kelly, din 2003. Jennifer Vineyard de la MTV a observat că „[Spears] șoptește și geme [...] cu o melodie îmblânzitoare de șerpi, oferind cântecului o senzație exotică”. Nick Southall de la publicația Stylus Magazine a comparat acompaniamentul vocal cu vocea muzicianului Nusrat Fateh Ali Khan. Conform partiturii muzicale publicate de Musicnotes.com de la Universal Music Publishing Group, „Outrageous” este compus în tonalitatea Re major, cu un tempo de 105 bătăi pe minut. Versurile melodiei vorbesc despre materialism și amuzament, iar Spears menționează în refren o serie de lucruri care îi fac plăcere, cum ar fi „turneul meu mondial” și „instinctul meu sexual”. Vineyard a notat că „efectul cumulativ pare să fie conceput pentru a pune ascultătorul în rolul iubitului”, profitând pe deplin de obiectificarea iubitei. Sal Cinquemani de la Slant Magazine a spus că piesa „include o paralelă grăitoare – așa cum ar pune-o Alanis Morissette - care se referă la mogulii capitaliști din industria muzicală: cântând „instinctul meu sexual” și „cumpărăturile mele” cu același entuziasm”.

## Recepție

### Critică
„Outrageous” a primit recenzii mixte din partea criticilor de specialitate. Mim Udovitch de la revista Blender a numit piesa „un hit de club de-a lui R. Kelly, care are o compulsiune înflăcărată, ciudată, și versuri care sunt de mare-proxenetism, pentru stilul lui Spears”. William Shaw de la Blender a ales cântecul drept cel de-al cincilea cel mai bun al lui Spears, scoțând în evidență „descântecul fără sens” de la minutul 1:10. În recenzia pentru albumul de compilație Greatest Hits: My Prerogative, Ann Powers a comentat: „«Outrageous» este mica parte obscenă a lui R. Kelly, luată de pe piesa ideală a lui Janet Jackson”. Spence D. de la IGN, a spus despre melodie că „este, oarecum, un fel de cântec de dragoste egiptean derivat, dar asta doar din cauza naturii sale repetitive, și totuși rămâne la bază un șlagăr funky și universal. Kelefa Sanneh de la ziarul The New York Times a numit piesa „o compoziție care merge pe autopilot timp de două minute, și apoi schimbă brusc vitezele cu un pasaj inspirat de Michael Jackson”. Annabel Leathes de la BBC Online a declarat că „R. Kelly o transformă pe Britney într-o Beyoncé mai obraznică”. Caryn Ganz de la revista Spin a numit „Outrageous” un „omagiu pentru o viață fabuloasă care nu duce nicăieri”. Dave de Sylvia de la Sputnikmusic a descris piesa drept „una ușor de uitat, dar cu toate acestea, atrăgătoare”. David Browne de la Entertainment Weekly a spus că „Outrageous” și „(I Got That) Boom Boom” sunt doar niște șmecherii bazate pe ritm, destinate să avanseze imaginea lui Spears de «prințesă a sexului scăpată de sub control»”. Jamie Gill de la Yahoo! Music Radio a opinat: „având în vedere producția sa ieftină și mică, ar fi nevoie de o doamnă destul de matură și fără vârstă din Tunbridge Wells pentru a considera acest cântec măcar distractiv, darămite șocant”.

### Comercială
La 14 august 2004, „Outrageous” a debutat pe locul 85 în clasamentul Billboard Hot 100 din Statele Unite ale Americii. Pe 28 august 2004, single-ul s-a poziționat pe locul 79. În aceeași săptămână, cântecul a ajuns pe locul 23 în topul Billboard Pop Songs. De asemenea, a ocupat locul 27 în Bilboard Hot Dance Club Songs, la 11 septembrie 2004. „Outrageous” a ajuns, de asemenea, pe locul 14 în clasamentul Hot Dance Single Sales. În Japonia, „Outrageous” a ajuns în topul Oricon Albums Chart în care a rămas timp de opt săptămâni, poziția sa maximă fiind locul 31. În România, single-ul a debutat pe locul 91 în clasamentul Romanian Top 100, două săptămâni mai târziu ocupând locul 71, poziția sa maximă.

## Promovare

Unul dintre cadrele filmate pentru videoclipul „Outrageous”, în care își face apariția cântărețul Snoop Dogg. Scena a fost filmată înainte ca Spears să sufere o leziune la genunchiul stâng.

Videoclipul muzical pentru „Outrageous” a fost regizat de către Dave Meyers, cel cu care Spears a lucrat anterior pentru videoclipurile cântecelor „Lucky” și „Boys”, precum și reclamele parfumului Curious. A fost filmat în diferite locații în aer liber din Queens și Manhattan, New York City, la data de 8 iunie 2004. Videoclipul muzical a fost programat să aibă premiera pe canalul MTV la data de 28 iunie 2004. După finalizarea scenelor cu Snoop Dogg, Spears a filmat scene de dans în Manhattan, iar în jurul orei 11:30, aceasta a căzut și și-a rănit genunchiul stâng. Cântăreața a fost dusă imediat la un spital local, unde doctorii au efectuat o scanare prin rezonanță magnetică și i-au găsit un cartilaj fracturat. În ziua următoare, artista a suferit o intervenție chirurgicală artroscopică. Spears a fost nevoită să rămână șase săptămâni cu o proteză la coapse, urmată de opt până la douăsprezece săptămâni de reabilitare, ceea ce a dus la anularea filmărilor, precum și a turneului The Onyx Hotel Tour. Includerea piesei în coloana sonoră a filmului Catwoman a fost, de asemenea, anulată. Un fragment de 45 de secunde compus din scenele care au fost filmate a fost lansat într-un DVD pentru albumul Greatest Hits: My Prerogative, în 2004. Videoclipul începe cu Snoop Dogg și un grup de bărbați care joacă baschet într-un teren în aer liber, iar Spears apare purtând pantaloni scurți albaștri. Aceasta începe să flirteze cu el, înainte să îi sară în brațe și să îi lingă barba. În următoarea scenă, artista realizează o coregrafie alături de dansatoare, pe o stradă, în timpul nopții.
Spears a interpretat piesa o singură dată, în 2004, în turneul The Onyx Hotel Tour. A fost ultimul cântec al celui de-al cincilea act al spectacolului, intitulat „Security Cameras”. În timpul concertului, cântăreața a interpretat „Breathe On Me” purtând o lenjerie intimă roz și mimând diferite practici sexuale cu dansatorii săi. La sfârșit, aceasta își pune un palton alb, în timp ce dansatoarele poartă un palton negru. Actul se încheie cu o satiră care a fost introdusă în interpretarea finală a piesei „(I Got That) Boom Boom”.

## Ordinea pieselor pe disc
| Nr.                               | Titlul           | Durată |
| --------------------------------- | ---------------- | ------ |
| Disc single distribuit în Japonia |                  |        |
| 1.                                | „Outrageous” [A] | 3:24   |
| 2.                                | „Outrageous” [B] | 6:50   |
| 3.                                | „Outrageous” [C] | 2:58   |
| 4.                                | „Outrageous” [D] | 6:11   |
| 5.                                | „Toxic” [E]      | 6:29   |
| 6.                                | „Everytime” [F]  | 8:50   |
| 7.                                | „Everytime” [G]  | 8:23   |

| Nr.                                            | Titlul             | Durată |
| ---------------------------------------------- | ------------------ | ------ |
| Vinil distribuit în Statele Unite ale Americii |                    |        |
| 1.                                             | „Outrageous” [B]   | 6:48   |
| 2.                                             | „Outrageous” [H]   | 3:24   |
| 3.                                             | „Outrageous” [C]   | 3:00   |
| 4.                                             | „Outrageous” [III] | 5:55   |
| 5.                                             | „Outrageous” [D]   | 6:12   |

Specificații
| - A ^ Versiunea albumului de proveniență In the Zone. - B ^ Remix Miami realizat de „Murk Space”. - C ^ Remix Dancehall realizat de „Junkie XL”. - D ^ Remix Tribal realizat de „Junkie XL”. - E ^ Remix realizat de „Armand Van Helden”. | - F ^ Remix de Club realizat de „Above & Beyond”. - G ^ Versiunea „Scumfrog Haunted Dub”. - H ^ Remix realizat de „R. Kelly”. - III ^ Remix Mixshow realizat de „Josh Harris”. |

## Personal
Persoanele care au lucrat la album sunt preluate de pe coperta In the Zone.
Management
- Înregistrat la The Chocolate Factory, Chicago, Illinois
- Vocea înregistrată la Studiourile Battery, New York City
- Mixat la Studiourile MixStar, Virginia Beach, Virginia

Personal
| - Britney Spears – voce principală, acompaniament vocal - R. Kelly – textier, producție, co-mixaj, acompaniament vocal, voce suplimentară - Ian Mereness – înregistrare, programare - Abel Garibaldi – înregistrare, programare - Andy Gallas – înregistrare, programare - Brian „B-Luv” Thomas – înregistrare, editare vocală - John Hanes – editare vocală - Trixster – aranjament vocal, editare vocală - Serban Ghenea – mixaj | - Penelope Magnet – producție, aranjament vocal, editare vocală, acompaniament vocal - Donnie Lyle – chitară - Kendall Nesbitt - clape - Roxanne Estrada – acompaniament vocal - Jason Mlodzinski - inginer de sunet asistent - Nathan Wheeler - inginer de sunet asistent - Rich Tapper - inginer de sunet asistent - Steve Bearsley - inginer de sunet asistent - Tim Roberts - inginer de sunet asistent |

## Clasamente
| Țară (clasament)                                  | Poziția maximă | Referință |
| ------------------------------------------------- | -------------- | --------- |
| Japonia (Oricon)                                  | 31             | [ 27 ]    |
| România (Romanian Top 100)                        | 71             | [ 29 ]    |
| Statele Unite ale Americii (Billboard Hot 100)    | 79             | [ 25 ]    |
| Statele Unite ale Americii (Hot Dance Club Songs) | 27             | [ 26 ]    |
| Statele Unite ale Americii (Mainstream Top 40)    | 23             | [ 41 ]    |

## Datele lansărilor
| Țară                       | Data           | Format         | Casă de discuri | Referință |
| -------------------------- | -------------- | -------------- | --------------- | --------- |
| Statele Unite ale Americii | 20 iulie 2004  | Difuzare radio | Jive Records    | [ 7 ]     |
| Statele Unite ale Americii | 20 iulie 2004  | Rhythmic radio | Jive Records    | [ 42 ]    |
| Statele Unite ale Americii | 27 iulie 2004  | 12"            | Jive Records    | [ 40 ]    |
| Uniunea Europeană          | 1 iulie 2004   | Maxi CD        | Virgin Records  |           |
| Japonia                    | 25 august 2004 | Compact disc   | Sony BMG        | [ 39 ]    |

## Legături externe
- Versurile complete ale acestei piese pe MetroLyrics